# Francesco Monterisi
Francesco Marco Nicola Monterisi (Barletta, 28. svibnja 1934.) talijanski je kardinal Katoličke Crkve, koji je radio u diplomatskoj službi Svete Stolice od 1964. do 1998., a potom je obnašao visoke dužnosti u Rimskoj kuriji do umirovljenja 2014. godine.
Papa Ivan Pavao imenovao ga je 11. lipnja 1993. prvim apostolskim nuncijem u Bosni i Hercegovini.